# Xalet Sant Jordi
El Xalet Sant Jordi és un edifici del Balneari de Vallfogona de Riucorb, catalogat a l'Inventari del Patrimoni Arquitectònic de Catalunya.

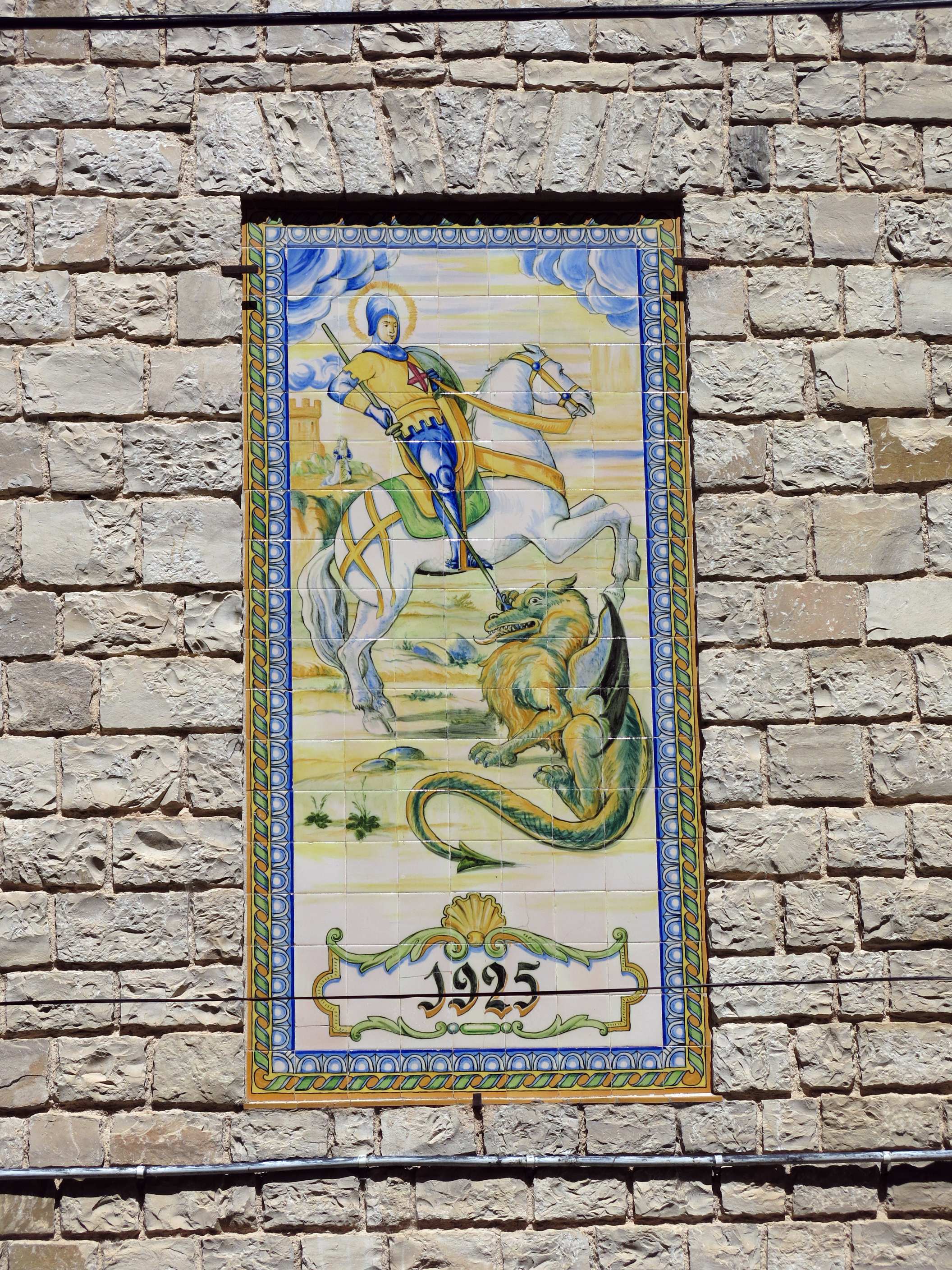
Sant Jordi Matant el drac. Xalet Sant Jordi

És el darrer projecte que va realitzar Lluís Domènech i Montaner, iniciant-lo poc abans de morir. Va ser continuat pel seu fill, Pere Domènech Roura, que també va ser l'autor de les reformes posteriors. Es va construir entre els anys 1923 i 1925, i en la postguerra s'hi van fer reformes. Era un xalet pensat com a residència dels metges i les infermeres del balneari. Actualment és un xalet particular.
L'estil s'inscriu plenament dins del Noucentisme. És un edifici format per diferents cossos de alçada variable. La façana principal, amb un cos cobert amb teulada a dues aigües i una torre quadrada a llevant, dona a un carrer interior, ombrívol i fresc, que transcorre paral·lel al Riu Corb, mentre que la part posterior, on s'hi troba un plafó ceràmic de Sant Jordi matant el drac i dos plafons decoratius més, triangulars, dona a la carretera de Vallfogona a Santa Coloma de Queralt. La fusteria de les finestres i les baranes dels balcons és verda i l'obra sencera és de pedra desbastada que ofereix una imatge d'integració amb la natura. No hi ha elements decoratius excepte el treball amb modillons de les cornises i els permòdols de regust romànic. Tots aquests elements i la barbacana superior, són sempre confeccionats en pedra. Té un ampli repertori d'estils en les obertures: d'arc rodó, rectangulars -amb dos balcons de pedra i fusta-, quadrades, i un arc ogival sota l'angle de la teulada.
Al seu costat hi ha el Xalet Montserrat, fet construir per l'enginyer de ponts i camins Teodor Miralles, a nom de la seva esposa, Montserrat Carnicer, de la desapareguda Can Carnicer, de la plaça de Borràs 1-carrer General Vives 17, de Sarrià (municipi de Barcelona), que ben aviat vengueren, durant els anys 20 del segle xx.

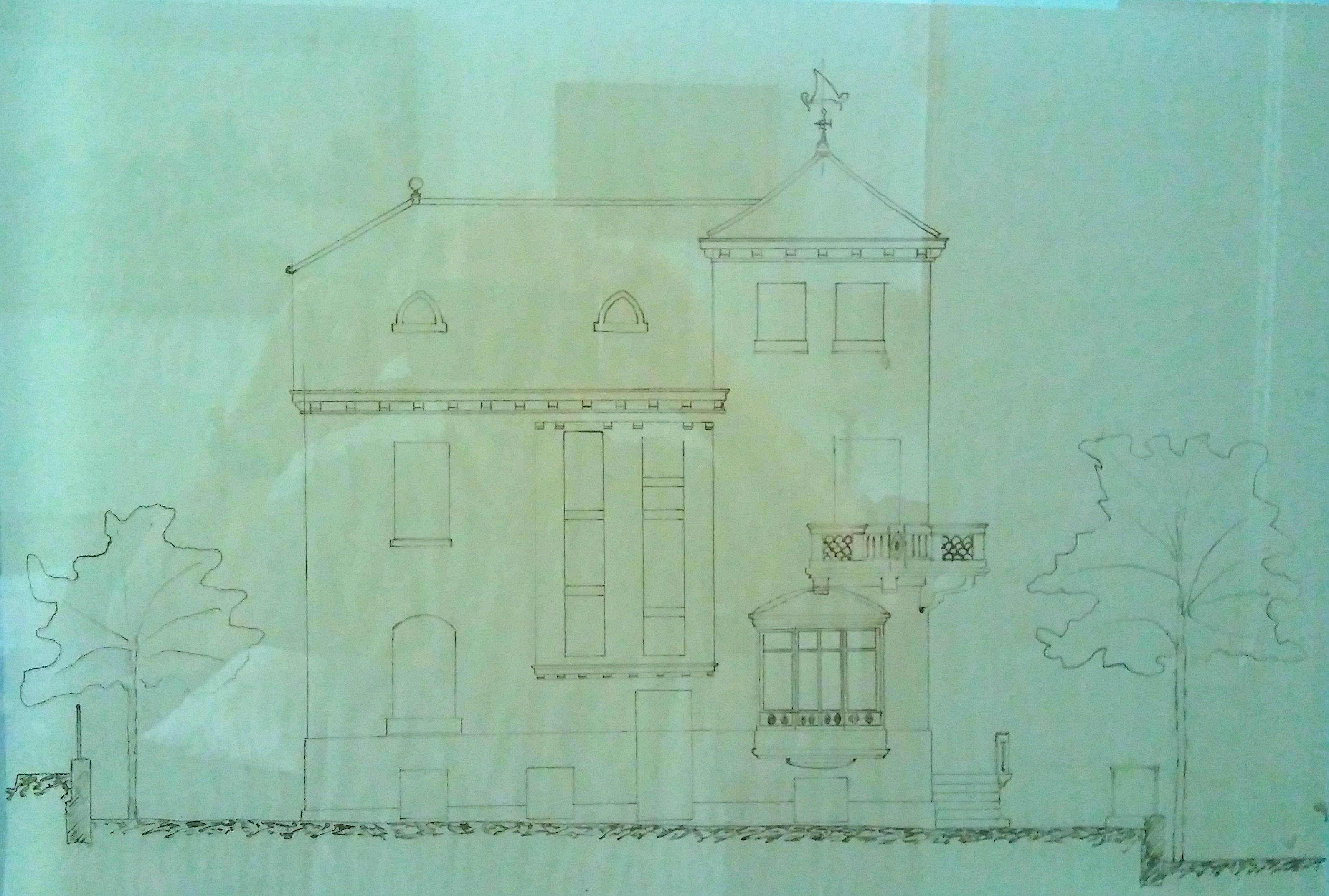
Imatge de la façana del Xalet Sant Jordi. Dibuix de Lluís Domènec i Montaner fet el 1922